# 梅納達斯冰川
梅納達斯冰川（英語：Meinardus Glacier）是南極洲的冰川，位於帕爾默地，處於巴科夫山以東，最終在科爾特冰原島峰以西注入新貝德福德灣，在1940年12月由美國研究隊發現和拍攝空中照片，現時由南極條約體系管理。